# 有機農業
有機農業（ゆうきのうぎょう、英語: organic farming、organic agriculture）は、化学肥料や農薬を用いない、農業の形態の一つ。有機農法、有機栽培、オーガニック農法などとも呼ばれる。化学肥料や農薬を用いた慣行農業と比較すると無農薬や有機農業は収穫量が減少し、同じ生産量のためにより多くの土地を必要とする。そのため、環境負荷低減効果についても農地面積あたりの値であり、農産物の重量あたりに換算すると逆の結果が示されている。結果的に、有機農業について、「収量を上げ、同時に環境への負荷を少なくする栽培技術を開発するが必要ある」、「肥料や農薬も適度に使って、農地を効果的に利用するべき」と指摘されている

## 定義
自然科学の術語としての有機は、一般に、有機化合物に帰着する。農業の展開を吟味すべき時代に盛んだった化学肥料が無機的だったこととは幾分異なり、古典的な肥料は堆肥などだったことから象徴的に有機という単語が用いられた。したがって有機農業を省略して有機としてしまうと意味が通じない。
たとえば、有機食品の言葉は「有機農業で栽培された食品」を指して使われているが、食品の大部分は有機質であるため不適切ともいえる。

### 国際機関等
IFOAM（国際有機農業運動連盟）による「有機農業の原則」は、予防的管理、伝統的知識、社会的・生態学的公正など幅広い内容を含んでいる。同連盟によると、有機農業の役割は、生産、加工、流通、消費のいずれにおいても、生態系および、土壌の最も小さい生物から人間に至る有機体の、健全性を持続し強化することである。アメリカ合衆国農務省（USDA）等による有機農業の基準は、遺伝子組換え品種を禁じているわけではない。多くの国では、特例を除いて家畜への投薬を禁じている。
また、有機農業は、フェアトレードや環境管理（environmental stewardship）といった文化的実践の上にある原理への賛同とも関係がある。
一方、国際連合食糧農業機関（FAO）と世界保健機関（WHO）が定めた『有機的に生産される食品の生産、加工、表示及び販売に係るガイドライン』（通称「コーデックスガイドライン」）も、世界的に共通して採用されている。日本のガイドライン（有機農産物の日本農林規格）はコーデックスガイドラインを基に作成されたため、基本的に有機農業の定義を同じくしている。ただし、有機農産物の認定は日本では農家の申請によるのに対し、海外では生産時だけでなく収穫時や輸送中も含めて化学肥料、農薬、遺伝子組換え品種の非混入の客観的な証明を要する。
アメリカ合衆国、ブルガリア、アイスランド、ノルウェイ、ルーマニア、スイス、トルコ、オーストラリア、インド、日本、フィリピン、韓国、台湾、タイ、アルゼンチン、コスタリカ、チュニジア、そして欧州連合（EU）など、多くの国々・地域では、有機農業は法律によっても定義されているので、農業や食品製造における「有機」という単語の商用利用は、政府によって統制されている。法律が存在する場合、有機であるという認定は有料で行われる。無認可の農場にとって、自分自身あるいは自分の生産物を有機であると称することは違法ということになる。カナダにおいては、法律は整備されていないが、任意の認定が可能である。

### 日本
「有機農業の推進に関する法律」（平成18年法律第112号）の第二条において、有機農業は次のように定義される；「化学的に合成された肥料及び農薬を使用しないこと並びに遺伝子組換え技術を利用しないことを基本として、農業生産に由来する環境への負荷をできる限り低減した農業生産の方法を用いて行われる農業」。
農林水産省の「有機農産物の日本農林規格」 では、有機農業で生産された農産物（有機農産物）は次のように定義されている。
- 有機農産物

1. 有機農産物：農薬と化学肥料を3年以上使用しない田畑で、栽培したもの[注釈 2]。
2. 転換期中有機農産物：同6ヶ月以上、栽培したもの。

- 特別栽培農産物

1. 無農薬栽培農産物：農薬を使用せずに栽培したもの。
2. 無化学肥料栽培農産物：化学肥料を使用せずに栽培したもの
3. 減農薬栽培農産物：その地域での使用回数の5割以下しか農薬を使わずに栽培したもの。
4. 減化学肥料農産物：同化学肥料を使わずに栽培したもの。

有機JAS規格では有機農産物を「生産から消費までの過程を通じて化学肥料・農薬などの合成化学物質や生物薬剤、放射性物質、遺伝子組換え種子及び生産物等をまったく使用せず、その地域の資源をできるだけ活用し、自然が本来有する生産力を尊重した方法で生産されたもの」と定めている。

## 歴史

### 東洋自然観・神秘思想
イギリスの植物学者アルバート・ハワードが、1905年から1931年までインドで東洋の自然観に基づく農業を研究して、インドール方式と呼ばれる堆肥のつくり方を発表する。『農業聖典』 などの著作がある。
ドイツでは、ハワードと同時代に、神秘思想家のルドルフ・シュタイナーがバイオダイナミック農法の講演を行っていた。

### 殺虫剤・除草剤の大量空中散布への問題提起
DDTは1874年に初めて合成が報告された後、1939年になってスイスの化学者パウル・ヘルマン・ミュラーが殺虫作用を発見。マラリアやチフスの拡大防止に貢献したため、1948年、ミュラーはノーベル化学賞を獲得した。しかし、アメリカ合衆国では「安価な農薬（殺虫剤・除草剤）」として、農地や森林に大量空中散布されるようになっていたが。そのため、1962年にアメリカ人女性の海洋生物学者レイチェル・カーソンが、DDTなどの毒性と人体へ残留性の強い有機化合物（残留性有機汚染物質）を大量空中散布することによる危険性を訴えた『沈黙の春』 を出版して反響を呼ぶ。大量空中散布には、野鳥や魚介類などが被害を受けるだけでなく、「農薬」として空中散布された残留性有機汚染物質が農作物や魚介類に残留し、食物連鎖で人体に取り込まれた際に悪影響を及ぼす可能性を提起した。1972年にはアメリカ合衆国でDDTの「農薬としての使用」が禁止された。2001年に採択された残留性有機汚染物質に関するストックホルム条約でもDDTの使用が規制された。カーソンの主張に対して、当初から反対意見があり、「DDT使用規制のせいで開発途上国でのマラリア流行を防げず、数百万人が命を落とした」として非難の声もる。先にDDTの新しい結晶多形についてAngewandte Chemie International Edition (ACIE) で報告したニューヨーク大学のMichael Ward, Bart Kahr両教授らはDDTの功罪を再評価し、双方の主張の是非を検討したエッセイを発表している。WHOはDDTについて、「保健衛生の目的」に限定し、耐性を持つ害虫発生を防止するために他の殺虫剤と交互での使用を推奨している。
1972年、国際有機農業運動連盟（IFOAM、アイフォーム、International Federation of Organic Agriculture Movements）ができる。
1989年1月7日、チャールズ3世（当時皇太子）は、自分の領地では有機農業を行うと宣言し、また自ら所有する家庭菜園でも有機農法を実践している。
1990年には突然変異原性の検出法エームズ試験の開発で有名なエームズ博士らによって、無農薬や低農薬農法を用いた農作物では病害虫防除が不十分なために病害虫に抵抗するため、植物自体が作る天然化学物質の方が残留農薬などよりも遙かに毒性が強いという報告が、出されている。
ニューヨーク・タイムズは2007年に「“虫は害虫か、人間なのか? Organic Lawns Take Hold” 」という記事にて、有機園芸の技術が特定の法律や管理計画によっても要求されるとし、芝生を有機的に維持するためにも使用されると主張した。20世紀後半から、アメリカ合衆国の一部の大規模な不動産や自治体では、公共および民間の公園や敷地の維持管理に有機芝生管理や有機園芸を要求していると報道している。
20世紀以降一般的に農業では、化学肥料や化学合成農薬といった農業用化学合成基質（化学工業で生産された、生物（農作物、害虫、雑草、病害微生物など）に対する効果を目的とした基質で、化学工業により生産されるもの）が利用され、農業生産高は格段に増加している。しかし、逆に有機栽培至上主義を唱える人々が発生している。そして、国家レベルで有機栽培至上主義を国家レベルで行ったスリランカで災害レベルの失敗をしている。

## 各国の有機農業

### 中国
中国における有機農業は1990年代に始まった。2013年の中国の有機栽培面積は128.7万平方キロメートルとなっている。しかし、、2016年の中国の有機食品の総生産量は、国内生産農作物全体の僅か0.2%である。ただし、中国国内の有機食品販売額が食品販売額総額に占める割合は、2007年の0.36%から2013年には1.34%にまで伸びている。
2016年の中国における有機農業の生産面積は中国国内の耕地面積の0.9%だけである。それでも中国は耕地面積自体が世界的に広い国であるため、0.9%でも272万ヘクタールあり、世界第4位となっている。また、有機製品の国内取引額は約800億元、年間輸出額は約4億ドルである。
2016年時点の中国の有機製品の認証機構数は24である。

#### 生産モデル
中国における有機農業は1990年代に始まり、各地域の資源的優位や技術的条件から4つの主要なモデルが形成されている。
1. 政府主導型
政府が農地の区域の設定、土地の移動、ブランド開拓、科学技術的サポート、研究開発、品質管理等で大規模な援助を行うモデル[16]。
2. リーディングカンパニー牽引型
農産物の加工企業やマーケティング企業が主導して生産、加工、販売など一体化経営を行う経済共同体を形成するモデル[16]。
3. 特徴的産業グレードアップ型
伝統的で特徴的な農産物の生産で、有機農業によって経済効果と生態保護を相互補完するモデル[16]。
4. 環境保護推進型
生態環境の保護や環境汚染問題の解決のために始まったもので、有機農業による余暇観光農業などで、農民生産や生活方式の転換を行うモデル[16]。

北京・上海地域では野菜類の農作物栽培が主に発展し、有機肥料を用いた栽培で政府から補助金を得ながら旅行業と伝統農業が結合するなど、都市農業の新たなモデルになっている。

### 日本
前提条件として、日本は高温多湿な気候であるため、べと病など野菜に被害をもたらす病気が広がりやすく、安定した収穫には化学肥料や農薬が欠かせない地域である。
1930年代に福岡正信や宗教家の岡田茂吉が、農作業の大部分を自然に任せる自然農法を開始した。また、マクロビオティック(陰陽論を交えた食事法・思想)の創始者である桜沢如一が1941年に農薬や化学肥料を使った農法に対する問題提起を行った。
1961年に農業基本法が制定され、化学肥料や化学合成農薬の使用が大きく推進されることとなった。これは、農地の単位面積あたりの収量を大幅に増大させるためである。しかし、後述する理由により化学合成基質の使用が問題視する者も現れ、化学合成基質を使用しない有機農業が生じる背景となった。
「有機農業」という言葉自体は、1971年に農協役員の一楽照雄（1906年 - 1994年）が考案したものである。既にこの時、日本の農業政策は、狭い土地でも多くの生産量が可能となる化学肥料や化学合成農薬の使用を前提とした慣行農業による食糧増産路線を進み、日本の農村から有機農業への関心は失われていた。一楽は、経済合理主義によって推進されていた農業の近代化に対して疑問を持ち、近代農業は農薬や化学肥料の毒性の問題だけでなく、農民の生活基盤を破壊する思想そのものが人間社会や自然生態系の存続を危機に陥れかねないと考えた。経済の領域を超えたあるべき姿の農業、「豊かな地力と多様な生態系に支えられた土壌から生み出された健康的で食味の良い食べ物を通して、自立した生産者と消費者が密接に結び付き、それにより地域の社会や文化の発展と、安定した永続的で幸福な生活の実現を図る」ことを目指し、こうした社会全体の大きな変革の基礎となる農業のあり方を「有機農業」と名付けた。同時にこうした社会運動の母体とし、同年に「日本有機農業研究会」を設立し、同研究会を農業者、消費者、研究者や行政が同じテーブルについて対話する核として位置づけた。以降、有機農業という言葉は徐々には広まったが、農薬や化学肥料を支持する人が大多数を占める状況の中で、当初に有機農業を志す農業者は奇人・変人扱いされ、集落の共同体から排除されることもしばしばあったとされる。有機農業家によると、経済優先主義による環境破壊が顕著になってきたため、1980年代に入ると、先駆的な有機農業者と消費者たちの努力が徐々に認められるようになっていったと語っている。1987年に有機米の公認（特別栽培米）、1991年に有機栽培のガイドラインが制定された。
1990年代から有機農業と減農薬農業の研究が本格的に始まった。有機農業に関する研究は、ここまでの時期には、(農薬の未使用なども含めた）有機農業の効果よりも、有機資材の施用の効果、すなわち無機肥料の施用との比較や、無機肥料の施用により生じた土壌浸食の防止、土壌物性の改善等が中心であった。この頃、米国でLISA（Low lnput Sustainable Agriculture）が提唱された。日本でも、1992年に農林水産省が『新しい食料・農業・農村政策の方向（新政策）』の中で、生態系と調和した持続可能な「環境保全型農業」を提唱した。
2000年1月、日本農林規格（JAS規格）に、コーデックス委員会に準拠した「有機JAS」の規格ができた。認証されるのは、遺伝子組み換えされておらず、基本的に化学合成された農薬や肥料を避けられた食品である。2002年12月には、農薬取締法に特定農薬指定制度ができた。特定農薬は、安全性の明らかなものと定義されており、通称「特定防除資材」と呼ばれる。しかし、定義が安全性の明らかなものとされているのに農薬という呼称をつけるのはどうかとの批判がある。とはいえ、有機JASにおいては、緊急の際に特定農薬や、許可された天然に存在する物質に由来する農薬が使用されることがある。また、2009年（平成21年）8月27日の改正により、遺伝子組み換え作物に由来する堆肥の使用は当分の間、許可されることとなった。
特定非営利活動法人日本有機農業研究会は、「有機農業に関する基礎基準2000年」において「有機農業のめざすもの」として、下記の項目を挙げている。
- 安全で質のよい食べ物の生産
- 環境を守る
- 自然との共生
- 地域自給と循環
- 地力の維持培養
- 生物の多様性を守る
- 健全な飼養環境の保障
- 人権と公正な労働の保障
- 生産者と消費者の提携
- 農の価値を広め、生命尊重の社会を築く

#### 有機JAS規格で使用が認められている物質
有機JAS規格では、以下のような天然に存在する物質の使用が許可されている。
有機肥料の他に、様々な無機肥料が認められる。それらは、草木灰、炭酸カルシウム（苦土炭酸カルシウムを含む。）、塩化加里、硫酸加里、硫酸加里苦土、天然りん鉱石、硫酸苦土、水酸化苦土、石こう、硫黄、生石灰（苦土生石灰を含む。）、消石灰、微量要素（マンガン、ほう素、鉄、銅、亜鉛、モリブデン及び塩素）、岩石を粉砕したもの、塩基性スラグ、鉱さいけい酸質肥料、よう成りん肥、塩化ナトリウム、リン酸アルミニウムカルシウム、塩化カルシウムなどであり、有機肥料しか有機農業に用いられていないということは誤解である。
使用可能な農薬は、使用条件付きもあるが、除虫菊乳剤及びピレトリン乳剤、なたね油乳剤、マシン油エアゾル、マシン油乳剤、大豆レシチン・マシン油乳デンプン水和剤、脂肪酸グリセリド乳剤、メタアルデヒド粒剤、硫黄くん煙剤、硫黄粉剤、硫黄・銅水和剤、水和硫黄剤、硫黄・大豆レシチン水和剤、石灰硫黄合剤、シイタケ菌糸体抽出物液剤、炭酸水素ナトリウム水溶剤及び重曹、炭酸水素ナトリウム・銅水和剤、銅水和剤、銅粉剤、硫酸銅、生石灰、天敵等生物農薬、性フェロモン剤、クロレラ抽出物液剤、混合生薬抽出物液剤、ワックス水和剤、展着剤、二酸化炭素剤、ケイソウ土粉剤、食酢の30種類である。
その他、有機JAS規格によれば、本来は種苗や防除資材や肥料などに組換えDNA技術を用いたものを利用できない。しかし、附則（平成18年10月27日農林水産省告示第1463号）により、特例として遺伝子組換え作物に由来する有機質肥料である堆肥を有機栽培に用いることが許可された（「遺伝子組み換え作物#遺伝子組換え作物と有機栽培」参照）。

#### 有機農産物の品質
下表は、有機資材投入・無農薬栽培および有機資材投入と慣行農法との比較を農作物の品質について行った研究とその結果を作物別に示す。
| 農産品       | 栽培方法                   | 品質変化 |
| ------------ | -------------------------- | --- |
| 米           | 有機資材投入・無農薬栽培   | デンプンの粘り、Mg/K比、食味が向上した。 |
|              | 無化学肥料・無農薬栽培     | 収量が10%程度減少した。 |
|              | 有機資材投入               | 食味、アミロース含量、Mg/K比に差がなかった。 |
|              | 減化学肥料・減農薬栽培     | 食味と収量に差がなかった。 |
| ニンジン     | 有機資材投入・無農薬栽培   | 香気成分パターンに差はなかった。 |
|              |                            | カロチノイド含量に差はなかった。 |
|              |                            | 微弱振動電磁波による評価に差がなかった。 |
|              |                            | 葉中の硫黄とナトリウムが高かった。収量、ビタミンCとビタミンE、αおよびβ-カロチン、N（窒素）、P（リン）、K（カリウム）、Na（ナトリウム）、Ca（カルシウム）、Mg（マグネシウム）、S（硫黄）、Fe（鉄）、B（ホウ素）、Mn（マンガン）、Zn（亜鉛）、Cu（銅）で差がなかった。 |
|              |                            | 官能試験に差があった。ビタミンC、還元糖、アミノ酸含量とその組み合わせに差がなかった。 |
|              | 有機資材投入               | カロチン含量と日持ち性が向上した。上物収量に差はなかった。 |
|              | 減化学肥料・減農薬栽培     | 糖度、ビタミンC、β-カロチン含量に差はなかった。 |
| 大根         | 有機資材投入・無農薬栽培   | 日持ち性、香味で差があった。 |
|              |                            | 香気成分パターンに差はなかった。 |
|              |                            | 近赤外スペクトルで識別可能。 |
|              |                            | 微弱振動電磁波による評価に差がなかった。 |
|              | 有機資材投入               | 辛み成分が低かった。上物収量に差がなかった。 |
|              | 有機資材（油粕）投入       | 外観、肉質、歩留まりが向上した。 |
|              | 有機資材（バーク）投入     | す入りになった。 |
|              |                            | 収量および土壌の陽イオン交換能が増加した。 |
|              | 減化学肥料・減農薬栽培     | グリコシレート含量が低かった。 |
| トマト       | 有機資材投入・無農薬栽培   | N、P、K、Ca、ビタミンC含量および官能評価に差がなかった。 |
|              |                            | 官能試験で慣行農法の評価がより高かった。 |
|              |                            | 官能試験で、表面の赤みと旨みとの評価がより高かった。糖度とビタミンC含量がより高かった。リコピン含量とアミノ酸含量に差はなかった。 |
|              | 有機資材投入               | 外観、肉質、歩留まりが向上した。 |
|              |                            | 食味が良く、貯蔵性が高かった。 |
|              |                            | 栽培年と着果位置による調査成分の変動が大きかった。 |
|              |                            | 果色、糖、酸度、ビタミンCに差がなかった。 |
| ホウレンソウ | 有機資材投入・無農薬栽培   | 葉色と硝酸含量に差があった。ビタミンC、シュウ酸、日持ち性、無機成分含量に差がなかった。 |
|              |                            | 官能試験と日持ち性に差があった。 |
|              |                            | 水分、ビタミンC、糖分、硝酸、シュウ酸含量、日持ち性に差がなかった。 |
|              | 有機資材投入               | 食味に差がなかった。 |
|              |                            | 還元糖含量は高く、硝酸態窒素含量は低かった。 |
| キャベツ     | 有機資材投入・無農薬栽培   | 収量、ビタミンCとE、αおよびβ-カロチン、N、P、K、Na、Ca、Mg、S、Fe、B、Mn、Zn、Cuで差がなかった。 |
|              |                            | 腫瘍壊死因子(TNF-α)産生誘導とキノンレダクターゼ(肝解毒酵素)活性と関連は認められなかった。 |
|              | 有機資材投入               | 収量と土壌の陽イオン濃度が増加。 |
|              |                            | 還元糖含量は高く、硝酸態窒素含量は低かった。 |
|              |                            | 外観、肉質、歩留まりが向上した。 |
| レタス       | 有機資材投入・無農薬栽培   | N、P、K、Ca、ビタミンC含量と官能的評価に差がなかった。 |
|              | 有機資材投入               | 糖含量と貯蔵性が高かった。 |
|              |                            | 外観、肉質、歩留まりが向上。 |
|              |                            | 還元糖含量は高く、硝酸態窒素含量は低かった。 |
| ジャガイモ   | 有機資材投入・無農薬栽培   | N、P、K、Ca、ビタミンC含量と官能的評価に差がなかった。 |
|              | 有機資材投入               | 内部品質(ビタミンC・タンパク質・遊離アミノ酸含量、デンプン価、乾物率)に差がなかった。 |
| 白菜         | 有機資材投入・無農薬栽培   | 香気成分パターンに差はなかった。 |
|              |                            | 近赤外スペクトルで識別可能。 |
|              |                            | 微弱振動電磁波による評価に差がなかった。 |
|              |                            | 紫外線の蛍光写真で差がなかった。 |
| 葉ネギ       | 有機資材投入・無農薬栽培   | 葉色と硝酸含量に差があった。ビタミンC、シュウ酸、日持ち性、無機成分含量に差がなかった。 |
| タマネギ     | 有機資材投入・無農薬栽培   | フラボノイド含量に差がなかった。 |
|              |                            | N、P、K、Ca、ビタミンCの含量と官能評価に差がなかった。 |
|              |                            | 微弱振動電磁波による評価に差がなかった |
| サツマイモ   | 有機資材投入・無農薬栽培   | 香気成分パターンに差はなかった。 |
|              |                            | クロロゲン含量に差はなかった。 |
|              |                            | 微弱振動電磁波による評価に差がなかった。 |
|              |                            | 近赤外スペクトルで識別可能。 |
| メイズ       | 有機資材投入・無農薬栽培   | 収量が10%減少したが、タンパク質含量が低下し、アミノ酸組成は変化しなかった。 |
| タイム       | 有機資材投入・無農薬栽培   | 活性成分含量は作物ごとのばらつきが大きかった。乾燥重量は慣行農法のほうが高かった。 |
| カモミール   | 有機資材投入・無農薬栽培   | 活性成分含量は作物ごとのばらつきが大きかった。乾燥重量は慣行農法のほうが高かった。 |
| エンドウ     | 有機資材投入・無農薬栽培   | N、P、K、Ca、ビタミンCの含量と官能評価に差がなかった。 |
| ペッパー     | 有機資材投入・無農薬栽培   | N、P、K、Ca、ビタミンCの含量と官能評価に差がなかった。 |
| イチゴ       | 有機資材投入・無農薬栽培   | 日持ち性と香味で差があった。 |
| ブロッコリー | 有機資材投入・無農薬栽培   | 微弱振動電磁波による評価に差がなかった。 |
| ナス         | 有機資材投入               | 外観、肉質、歩留まりが向上。 |
| チンゲンサイ | 有機資材投入               | 還元糖含量は高く、硝酸態窒素含量は低かった。 |
| 温州みかん   | 有機資材投入               | 収量と糖度が高かった。ただし、病害虫により品質が低下した。酸度、果実重、果実比重、果皮色に差はなかった。土壌物性の改善効果は認められなかった。 |
| 茶           | 有機資材投入               | 官能評価、収量、全窒素含量に差がなかった。 |
| 小麦         | 有機資材投入               | タンパク質含量が低かった。 |
|              |                            | 収量と土壌物性が向上した。 |
| 大豆         | 有機資材投入               | 収量と土壌物性が向上した。 |
| ネットメロン | 有機資材投入               | 遊離アミノ酸含量が低かった。 |
| キュウリ     | 有機資材(油粕)投入         | 外観、肉質、歩留まりが向上。 |
|              | 有機資材（バーク堆肥）投入 | 形状不良。 |

2006年12月、「有機農業の推進に関する法律」 が制定・施行された。またそれを受け、2007年4月には「有機農業の推進に関する基本的な方針」が公表された。これにより、日本の法制度のもとでは規制の対象としか見られてこなかった有機農業が、法律によって推進されることとなった。
有機農産物認定事業者の数は、2002年（平成14年）6月時点で3639戸、平成15年5月時点で4273戸、平成16年3月時点で4453戸、平成17年3月で4664戸、平成18年3月時点で4611戸、平成18年9月時点で5104戸と、増加傾向にあるといえる。
日本政府は2021年5月にまとめている「みどりの食料システム戦略において、有機農業を営む農地を2050年までに全体の25%に拡大する目標を掲げた。2020年4月時点の有機JAS圃場は全耕地の0.27%にとどまる。農薬などを使う慣行栽培への信頼度が高いこと、見た目の不揃いが出やすいことへの消費者の理解などが課題として指摘されている。
2014年の有機食品の市場規模は、日本が約1,300億円、欧州が約3.7兆円、米国が約3.8兆円である。また、2014年の各国の農地面積に占める有機農業の面積の割合は、日本が0.3%（有機JAS）、イタリアが10.8%、ドイツが6.3%、フランスが4.1%となっている。
2022年に人工知能による病原菌発生の予測や検査キットを活用し、病気が広がる前に早期発見することで、最小限の農薬で対処する試みもある。

## 害虫駆除
「Powered By The People」は、害虫駆除のアプローチの違いに対して、注目すべき点があると主張している。化学園芸や慣行農業では、特定の害虫を素早く退治するために、特定の殺虫剤を適用することがある。化学的防除は短期的には害虫の個体数を劇的に減らすことができる。しかし、自然の防除昆虫や動物をやむを得ず殺してしまう、あるいは飢えさせてしまうと主張する人々からは、長期的には害虫の個体数を増加させ、問題を増大させ続けるとの意見がある。彼らは、殺虫剤や除草剤を繰り返し使用することで、抵抗力のある昆虫や植物などの自然淘汰が急速に進み、使用量を増やしたり、より強力な新しい防除剤を必要となると述べている。そのため、WHOは交互に別の農薬を使うことを推奨している。
これに対し、有機栽培は、ある程度の害虫の発生を農薬を用いないのだから仕方ないと許容する傾向がある。有機農業で害虫駆除には、害虫のライフサイクルと相互作用を十分に理解する必要があるとされ、以下のような方法が有機農業の害虫駆除と主張されている。
よい土づくり農薬や化学肥料を使っている土は、昆虫や微生物の数も少なく、農薬を使うことにより害虫を食べてくれる益虫であるテントウムシなどから数を減らしていく。一方、土壌微生物が多い土では、病害虫に負けない強い作物が育つ。有機栽培初期では病害虫の被害にも遭いやすいが、5年以上掛けてよい土づくりをすると、病害虫に負けない作物が育つようになると主張されている。
丈夫な苗の育成有機栽培では、腐葉土を使って病害虫に負けない丈夫な苗を育成することが重要となる。種まきから育苗まで用土や環境管理に気を配り、特に害虫が多い時期は、畑に直まきするよりもポットで育苗して定植するほうが、雑草や害虫に負けにくい。
マルチング株元や畝全体に紙やビニールフィルムの資材をかけて、土の表面を覆うマルチングは、さまざまな効果がある。第一には雑草の発生を抑制し、そのほかに地温を上げる、土壌の乾燥を防ぐ効果があるほか、雨天時の泥はねによる土壌からの病気を防ぐ効果があると主張されている。
栽培環境作物が丈夫に育つかどうかは栽培環境によって大きく左右される。多くの作物は日照条件がよいことが必須条件であるが、一部では半日陰の方が適している作物もある。風通しも重要で、葉が茂りすぎて風通しが悪くなると、病虫害も発生しやすくなる。適正な株間をとり、生長に合わせて間引きや整枝することが肝要である。
トンネル掛け寒冷紗や不織布などの資材で、作物を覆うようにトンネルを掛ければ、飛来してくる害虫を物理的に防ぐことができる。特に葉の食害を受けやすい作物は、苗を定植したらすぐにトンネル掛けをする。またフレームなしで直接、寒冷紗や不織布を畝に覆う「ベタ掛け」も同様の効果があると主張されている。
害虫捕殺天敵がいないウリハムシやテントウムシダマシなどの害虫が発生したら、直接手で取り除く「テデトール」（手で取ることを表現した園芸用語）が基本となる。捕殺は、虫の動きが鈍くなる早朝や夕方に行う。
天敵の利用害虫を捕食する天敵となるテントウムシなどの益虫などに働いてもらうためには、益虫が住みやすい環境を作り、農薬や化学肥料を使わないことはもとより、周囲にすみかや餌となる植物を植える方法がある。テントウムシの他、カマキリ、カエル、アシナガバチ、クモなどが害虫を食べてくれる。作物のわきに植えて天敵（益虫）を増やす効果がある植物は、ポリジ、ソルゴー（ムギの一種）、デントコーン、クローバー、ヨモギ、ラベンダー、ローズマリーなどが知られている。
栽培適期作物の品種によって生育に適した季節や気温があり、適した時期をはずして栽培しても、病害虫に負けてうまく育たないことがある。
コンパニオンプランツ作物の種類により集まりやすい特定の虫があり、発生しやすい病気なども異なる。こうした特性に注目して、違う種類の植物を一緒に植えて栽培することで、病害虫を抑えるよい影響が出るようにする組み合わせをコンパニオンプランツとよんでいる。野菜などにつく害虫がさける種類の植物を近くに植えることで、農薬に頼らずに効果的に害虫を減らすことが期待できると主張されている

## 有機園芸

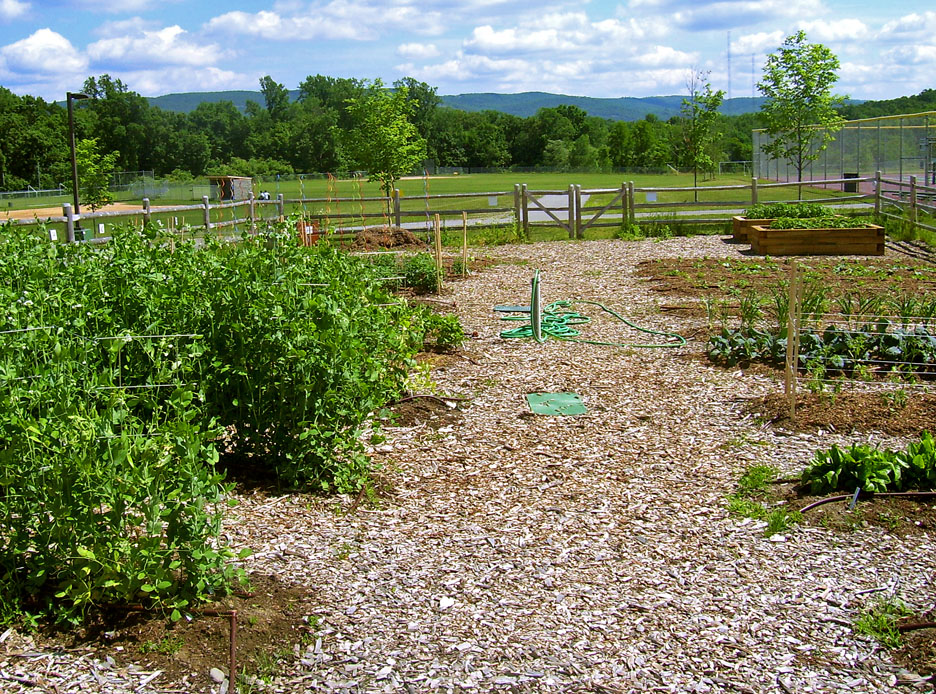
学校のキャンパスにあるオーガニックガーデン

有機園芸は、土壌の構築と保全、害虫管理、在来種の保存における有機農業の基本原則に従うことによって、果物、野菜、花き、観葉植物を栽培する科学とアート。
マルチング、被覆作物、堆肥、バーミコンポストおよびミネラルサプリメントは、このタイプのなりわいを従来の対応物と区別する土壌構築の源である。
良好かつ健全な土壌状態に関して注意を払うことによって、植物栽培において悩ませる昆虫、菌類、またはその他の問題を最小限に抑えることが期待されうるが、フェロモントラップ、殺虫剤石鹸スプレーなど有機農家が利用できる他の害虫駆除方法は、有機園芸家も利用している。
園芸には、花卉栽培（花き作物の生産と販売を含む）、景観園芸（景観植物の生産、販売、維持を含む）、蔬菜園芸（野菜の生産と販売を含む）、果樹園芸（果物の生産と販売を含む）の 5つの研究分野および収穫後の生理学（園芸作物の品質を維持し、腐敗を防ぐことを含む）がある。これらはすべて、有機栽培の原則に従って追求することができ、場合によっては追求されうる。
有機園芸 (またはオーガニック・ガーデニング) は、何千年にもわたって集められた知識と技術に基づいているのである。大まかに言えば有機園芸には、多くの場合長期間にわたって行われる自然のプロセスと、持続可能で全体論的なアプローチがあるのであり、一方で化学ベースの園芸は即時の独自効果と還元主義的な戦略に焦点を当てている。
オーガニック・ガーデニング・システム
有機法には、特定の技術を規定した正式なシステムが数多くあり、これらは一般的な有機栽培の基準よりも具体的で、その範囲内に収まる傾向がある。先史時代から続く完全な有機食品生産システムであるフォレストガーデニングは、世界最古で最も回復力のある農業生態系だと考えられている 。
バイオダイナミック農法 (Biodynamic agriculture) は、ルドルフ・シュタイナーの秘教的な教えに基づくアプローチである。日本の農家で作家の福岡正信は、小規模な穀物生産のための不耕起農業システムを考案し、自然農法と名づけた。フランス式集約園芸 (French intensive gardening) 、バイオインテンシブ (biointensive) 方式、SPIN農法（Small Plot 'INtensive） はいずれも小規模な園芸技術である。これらの技術は1930年代にアラン・チャドウィックによってアメリカに持ち込まれた。庭は単に食物を提供する手段である以上に、コミュニティで何が可能かのモデルとなる。誰もが何らかの庭（コンテナ、栽培ボックス、レイズドベッド）を持つことができ、健康で栄養のある有機食品、農民市場、園芸経験の継承の場、収穫物の分配を生み出し、その地域経済を促進させるような、持続可能な生き方をすることができるのである。バイオインテンシブ・ガーデニングとスクエア・フット・ガーデニングの原則に基づいたシンプルな4フィート×8フィート（32平方フィート）のレイズドベッドガーデンは、使用する栄養素と水が少なく、家族やコミュニティが健康で栄養豊富な有機野菜を豊富に供給し、より持続可能な生活を推進することができる。
オーガニック式のガーデニングは、生態系に働きかけ、地球の自然なバランスをできるだけ崩さないように設計されている。そのため、有機農家は減反耕作法に関心を寄せているのである。従来の農業では、機械的な耕うんという、耕したり蒔いたりして環境に害を与えるような方法を用いているが、有機農業における耕すことの影響は、はるかに少ない。耕すと土壌が長期間覆われていない状態になるため浸食が進み、有機物の含有量が少ないと土壌の構造的安定性が低下する。有機農法ではマルチング、被覆作物の植え付け、間作などの技術を使って、1年の大半を通じて土壌の被覆を維持。堆肥、糞尿マルチ、その他の有機肥料の使用により、有機農場の土壌の有機物含有量は高くなり、土壌の後退と劣化や侵食を抑えることができるのである。
また、コンポストやバーミコンポスト（ミミズを使った堆肥化）などの方法も、既存の庭を補うために使用することができるが、これらの方法は、有機物を最高の有機肥料と土壌改良剤にリサイクルする方法である。また、バーミコンポストの副産物は、有機庭園のための栄養素の優れた源である。
- 害虫の被害を許容できるレベルにする
- 害虫を捕食する益虫の繁殖を促進する
- 有益な微生物を奨励する
- 注意深い植物選択、病気抵抗力のある品種の選択
- 害虫を阻止または迂回させるコンパニオン作物の植え付け
- 害虫の移動期間の間、作物の植物を保護するために列カバーを使用する
- 害虫の繁殖サイクルを中断するために、年ごとに異なる場所に作物を回転させる
- 昆虫の個体数を監視し、制御するための捕虫器の使用

これらの技術はそれぞれ、土壌の保護と改善、施肥、受粉、水利、適用季節の延長などの他の利点も提供される。これらの利点は、場所の健全性に対する全体的な効果において、補完的かつ累積的なものである。有機的害虫駆除と生物的害虫駆除は総合的害虫管理（IPM）の一環として利用することができる。しかし、IPMには、有機または生物学的手法の一部ではない化学農薬の使用もなされることがある。

## 欠点や批判

### 耕地面積当たりの生産量低下問題
有機食品生産に関連する論争の一つは、1エーカー当たりの食品生産量の問題であり、有機農業を上手に実践しても、作物によっては、有機農業の生産性は従来の農業(慣行農業)で生産した時より5～25％ほど低いという欠点がある。有機栽培は慣行農法で栽培される作物よりも生産性が低く、同じ作付面積でも収穫量は大幅に下回る。慣行農業が生産性で優位性を持っている理由の多くは窒素肥料の使用と関連している。その、窒素肥料を過剰使用した時には窒素の流出が自然の水源を害する、地球温暖化が進むなどの悪影響を与えるという点について、オーガニック推進派は「有機農業には優位性がある」と主張している。世界の飢餓は主に農業の収量の問題ではなく、収量は既に足りているが分配と廃棄の問題であるとの主張もある。
しかし、肥料や農薬も適度に使った慣行農業と、有機農業を比較した際には、生産量差のある面積単位による環境への影響ではなく、同じ生産量を作る生産量単位で考慮すると、有機農業には「自然への影響に対する優位性(環境面での優位性)」さえも無いことが指摘されている。有機農業推進派には、気候変動のような課題に直面しても、有機農法をより弾力的に、つまり「より確実に食料を生産できるようにする方法を開発出来るかもしれない」との希望論がある 。そもそも有機農業を推進したいのならば、有機農業に切り替えると減少する収穫量を上昇させる、有機農業の生産性を慣行農業レベルにする「技術」を開発する必要性が指摘されている。

### マーケティングツール化・信仰状態問題
アメリカ合衆国のクリントン政権下でオーガニック認証基準が検討された時に、農務長官だったダン・グリックマンは、「オーガニック表示はマーケティングツールだ。食品の安全性を明示するものはなく、“オーガニック”であることは栄養価や品質の価値を判断する基準でもない」と述べていた。後に消費者はコレを理解し始めてあり、2015年にミンテルによる調査によればアメリカ合衆国消費者の約半数が、「オーガニック」表示は「価格を釣り上げるための言い訳」と答えた。フォーブスはオーガニック製品は高価で、従来の作物より優れているとの主張が正しいことを示す客観的な根拠がほぼ無いのにも関わらず、ほぼ全ての産業が「オーガニック」をうたうために多大な努力をしてる状況を「ある種の狂信的な集団、日本の諺で「鰯の頭も信心から」と例えている。

### 労働力・コスト問題
有機農業は、労働集約型で生産前、生産中、生産後のすべてで大量の労働力を必要とするため、生産労働力投入のコストは増加する。また、有機製品は有機認証のための認証費が必要になるほか、有機食品の品質の保証、有機農業の実施のための農民への訓練と教育、生産上の各種環境・食品汚染リスクの低減のコストも必要とされる。中国の場合では、有機食品の価格は多くが通常食品の2〜5倍となっおり、中には8〜10倍に達する食品もある。

### 国家的推進による惨事
スリランカでは、1960年代から合成肥料への補助金を支給しだしたことにより米を含む作物の収穫量が支給前の2倍以上になった。そのおかげで1970年代に国内が食糧不足となった際も収穫量が国内需要より有り余っていた茶やゴムの輸出で外貨を獲得し、他国から輸入することで乗り切ることができた。しかし、2019年のスリランカ大統領選で、10年以内に国内の全農業を有機農業に移行するという公約を掲げたゴタバヤ・ラジャパクサ大統領が当選した。彼は有機農業に否定的な国内の農業専門家や科学者らを政策決定の場から排除した代わりに、農業大臣や関連委員会に「Viyathmaga」という有機農業推進派市民団体のメンバーを任命した。そして、2021年4月に「化学肥料や農薬の輸入を禁止し、国内の農業をすべて有機農業へ転換する」という世界初の有機農業政策が実行された。
その結果、「有機農業は従来の農業に匹敵する収穫量を生み出せる」という有機農業推進派の主張に反し、開始半年後にはスリランカの主食である米の収穫量が20%減少、国内価格も50%も急騰した上に4億5000万ドル(約620億円)相当の米を輸入するという大失敗となった。そのため、2021年11月に政府は主要輸出物への化学肥料の使用を部分的に認め、2022年2月には主要輸出物の有機農業への移行を停止する事態となっている。フォーリン・ポリシーは、全農作物有機農業計画発表当初から世界中の農学者は収穫量が大幅に減少すると警告していたが、輸入された化学肥料の代替物にその他の有機肥料生産の増加を主張したスリランカ政府は不足分を補うのに十分な肥料をスリランカ国内で生産出来なかったことを指摘している。フォーリン・ポリシーは「有機農業の信者に農業政策を引き渡し、輸入肥料を禁止するという誤った経済政策」と化学肥料への外貨支出や化学肥料への補助金総額が、収穫量が減った分の食料輸入費用や有機農業で生産高が減少した農家に対する補償のコストが上回ったことを指摘した。